# Estação Laguna Sur
A Estação Laguna Sur é uma das estações do Metrô de Santiago, situada em Santiago, entre a Estação Las Parcelas e a Estação Barrancas. Faz parte da Linha 5.
Foi inaugurada em 3 de fevereiro de 2011. Localiza-se no cruzamento da Avenida Teniente Cruz com a Avenida Laguna Sur. Atende a comuna de Pudahuel.